# Vitasojevići
Vitasojevići (en serbe cyrillique: Витасојевићи) est un village de l'ouest du Monténégro, dans la municipalité de Nikšić.

## Démographie

### Évolution historique de la population[1]
| 1948 | 1953 | 1961 | 1971 | 1981 | 1991 | 2003 |
| ---- | ---- | ---- | ---- | ---- | ---- | ---- |
| 179  | 193  | 161  | 93   | 42   | 24   | 10   |